# University of Southern California Women's Volleyball
La University of Southern California Women's Volleyball è la squadra di pallavolistica femminile appartenente alla University of Southern California, con sede a Los Angeles (California): milita nella Big Ten Conference della NCAA Division I.

## Palmarès
- NCAA Division I: 3

1981, 2002, 2003
- AIAW Division I: 3

1976, 1977, 1980

## Record
| Piazzamento          |    | Edizione                                                                          |
| -------------------- | -- | --------------------------------------------------------------------------------- |
| Tornei NCAA          | 40 | Vincitrice: 3 1981, 2002, 2003                                                    |
| Tornei NCAA          | 40 | Finale: 1 1982                                                                    |
| Tornei NCAA          | 40 | 3º posto: 1 1985                                                                  |
| Tornei NCAA          | 40 | Semifinali: 5 2000, 2004, 2007, 2010, 2011                                        |
| Tornei NCAA          | 40 | Elite Eight: 7 1984, 1994, 2001, 2012, 2013, 2015, 2017                           |
| Tornei NCAA          | 40 | Sweet Sixteen: 7 1991, 1992, 1995, 1996, 1997, 1998, 2006                         |
| Tornei NCAA          | 40 | Secondo turno: 11 1993, 1999, 2005, 2008, 2009, 2014, 2018, 2019, 2022, 2023 2024 |
| Tornei NCAA          | 40 | Primo turno: 5 1983, 1987, 1988, 1989, 2016                                       |
| Titoli di conference | 8  | Pacific West Conference: 3 1976, 1977, 1980                                       |
| Titoli di conference | 8  | Pac-12 Conference: 5 2000, 2002, 2003, 2011, 2015                                 |

## Conference
- Pacific West Conference[1]: 1976-1985
- Pac-12 Conference[2]: 1986-2023
- Big Ten Conference: 2024-

## National Player of the Year
- Alexandra Jupiter (2011)
- Samantha Bricio (2015)

## National Freshman of the Year
- April Ross (2000)
- Ebony Nwanebu (2013)

## National Coach of the Year
- Mick Haley (2003)

## All-America

### First Team
- Tracy Clark (1982, 1984, 1985)
- Dana Smith (1982)
- Kimberley Ruddins (1984, 1985)
- Katie Haller (1993)
- Meika Wagner (1994)
- Jasmina Marinkovic (1997)
- Emily Adams (2002, 2003, 2004)
- April Ross (2002, 2003)
- Bibiana Candelas (2003)
- Keao Burdine (2004)
- Taylor Carico (2007)
- Joanna Kaczor (2007)
- Alexandra Jupiter (2010, 2011)
- Kendall Bateman (2011)
- Natalie Hagglund (2011, 2012, 2013)
- Ebony Nwanebu (2013)
- Samantha Bricio (2015)
- Khalia Lanier (2017)
- Skylar Fields (2022, 2023)

### Second Team
- Stefanie Bodison (1991)
- Cica Baccelli (1992)
- Katie Haller (1992)
- Meika Wagner (1993)
- Kelly Kuebler (1994, 1995)
- Lauri Yust (1994)
- Jennifer Kessy (1998)
- Jasmina Marinkovic (1998)
- Jennifer Pahl (2000)
- April Ross (2000)
- Kathleen Olsovsky (2001)
- Keao Burdine (2003)
- Bibiana Candelas (2005)
- Joanna Kaczor (2006)
- Kendall Bateman (2010)
- Samantha Bricio (2013, 2014)
- Alicia Ogoms (2015)
- Brooke Botkin (2018)
- Khalia Lanier (2019)

### Third Team
- Bibiana Candelas (2004)
- Debora Seilhamer (2006)
- Alexandra Jupiter (2009)
- Lauren Williams (2010, 2011)
- Katelyn Fuller (2012)
- Alexis Olgard (2013)
- Brittany Abercrombie (2017)
- Amelia Tuaniga (2024)

## Allenatori
- Chuck Erbe: 1976-1977
- Dale Flickenger: 1978
- Chuck Erbe: 1079-1988
- Lisa Love: 1989-1998
- Jerritt Elliott[4]: 1999-2000
- Mick Haley: 2001-2017
- Brent Crouch: 2018-